# Pelagophycus porra
Pelagophycus porra (Léman) Setchell je druh hnědé řasy z monotypického rodu Pelagophycus z čeledi Laminariaceae.

## Popis

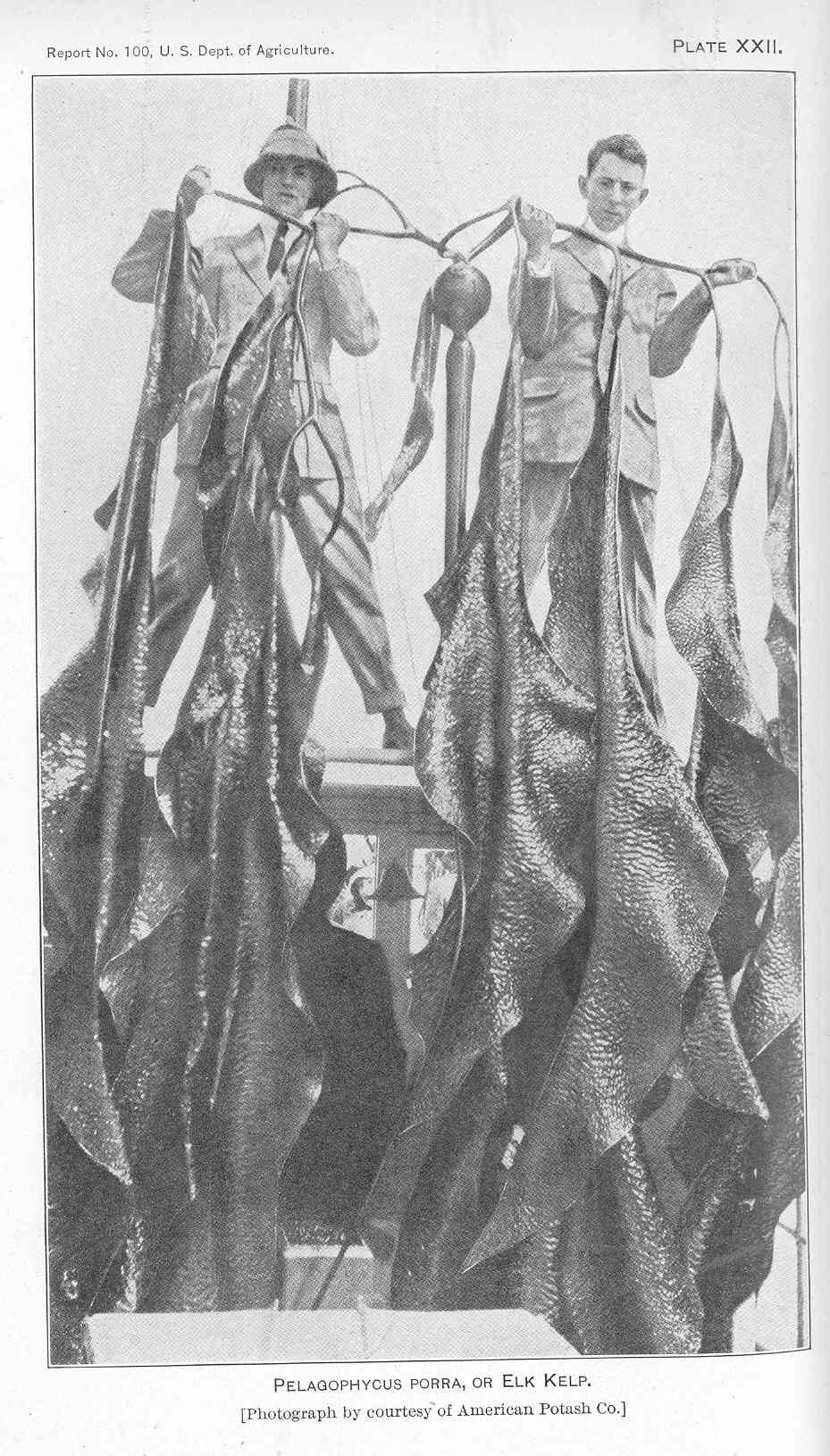
Pelagophycus porra s 12 fyloidy

Pletivná stélka dorůstá délky 3–27 metrů. Rhizoidy (haptery) jsou dlouhé, talířovitě rozprostřené. Nevětvený trubicovitý kauloid se postupně rozšiřuje a po drobném zúžení je ukončen vzduchovým měchem o průměru 6–20 centimetrů. Ze vzduchového měchu vyrůstají dva násadce fyloidů. Násadce se s postupným růstem dále vidličnatě větví. Čepele fyloidů jsou až 5–20 metrů dlouhé, až 1 metr široké a krabaté. Na okraji a obou stranách čepele jsou drobné ostnité výrůstky.
Sporofyt chaluhy je jednoletý, ale může přežít i 2 roky.
Roste v sublitorálu v chaluhových lesích v hloubkách od 20 do 90 metrů ve vodách nepřesahujících teplotu 16 °C. Je rozšířena od Point Conception v Kalifornii po Islas San Benito v Baja California v Mexiku.
Většina členů populace ekotypu Pelagophycus giganteus se vyvíjí v hloubce 21–30 metrů, kam dopadá 5–10 % povrchového modrozeleného světla, ale na dospělé rostliny na vnějším okraji populace (38 metrů hluboko) dopadá méně než 1 % povrchového modrozeleného světla.